# François Augustin Thiry
François Augustin, baron Thiry, né à Nancy le 24 février 1794 et mort à Nancy le 18 décembre 1875, est un général et homme politique français.

## Biographie
Fils du baron François Mansuy Thiry et petit-fils du duc de Massa, il entra en 1810 à l'École polytechnique, en sortit officier au 1er d'artillerie, fut promu capitaine en 1813, servit le gouvernement de la Restauration et se rallia à celui de la Monarchie de Juillet ; après 1830, Louis-Philippe le choisit comme officier d'ordonnance. 

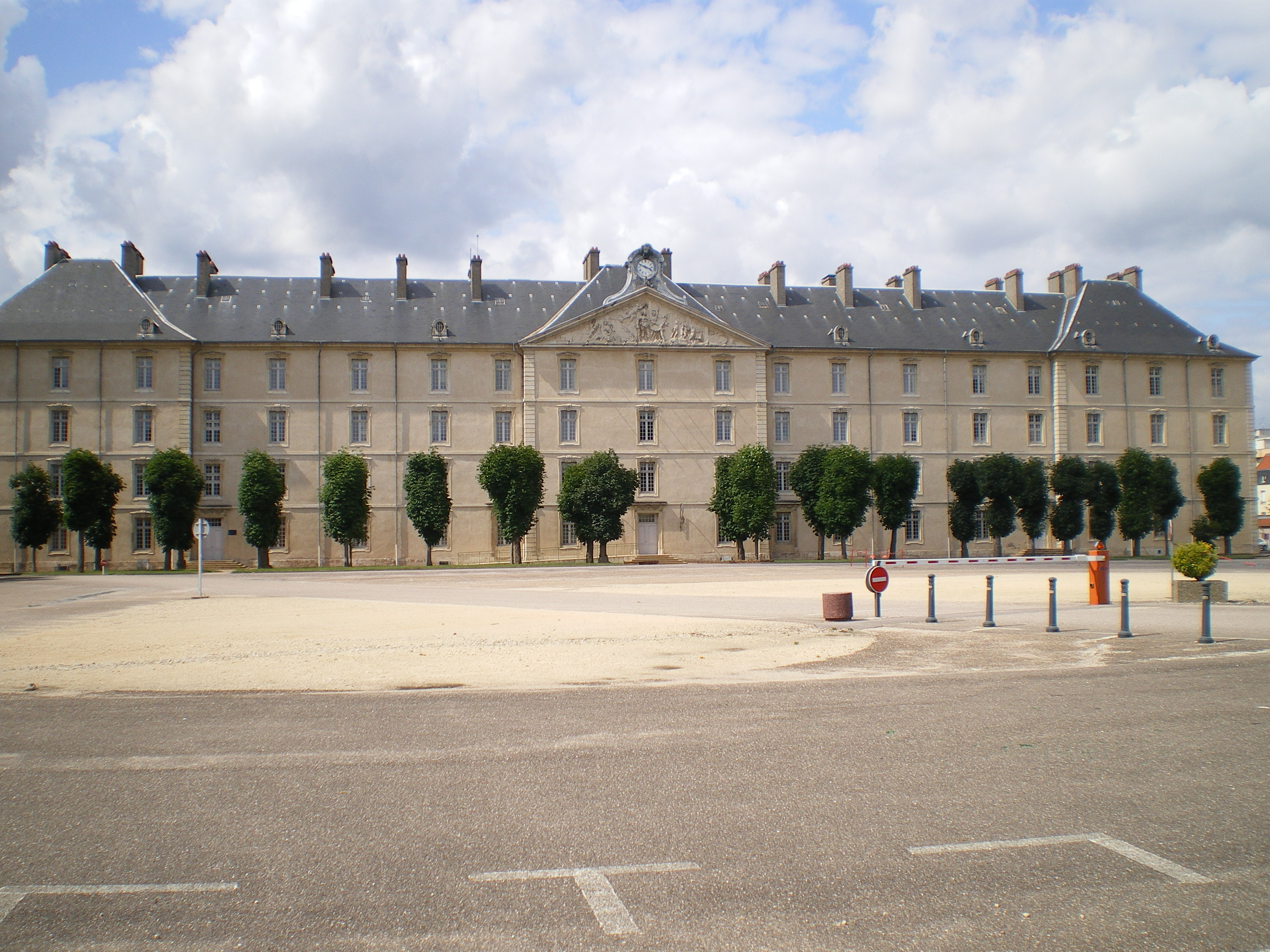
La Caserne Thiry à Nancy.

Nommé chef d'escadron en 1834, lieutenant colonel du 1er régiment d'artillerie en 1840, colonel en 1845, il fut fait général de brigade le 2 décembre 1850. Il commanda en cette qualité l'artillerie à Toulouse, puis, promu général de division le 29 octobre 1854, fut placé pendant la guerre de Crimée à la tête de l'artillerie de l'Armée d'Orient. 
Le général Thiry fut appelé, par décret impérial du 16 août 1859, à siéger au Sénat, où il siégea jusqu'à la chute du second Empire.

## Sources
- « François Augustin Thiry », dans Adolphe Robert et Gaston Cougny, Dictionnaire des parlementaires français, Edgar Bourloton, 1889-1891 [détail de l’édition]

1. ↑  « https://francearchives.fr/fr/file/ad46ac22be9df6a4d1dae40326de46d8a5cbd19d/FRSHD_PUB_00000355.pdf »